# Sistema de Cronometragem Aquática

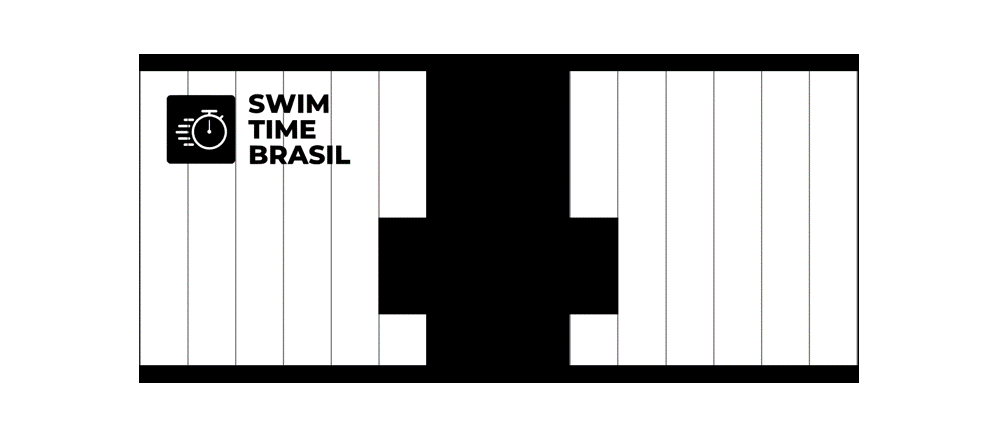
Touchpad usada na cronometragem de natação.

Sistemas de cronometragem aquática são soluções projetados para automatizar o processo de cronometragem, arbitragem e pontuação na natação e outros esportes aquáticos, incluindo saltos ornamental, polo aquático e natação artística. Esses sistemas também são usados no treinamento de atletas, e muitos produtos complementares foram desenvolvidos para auxiliar nesse processo. Alguns fabricantes de sistemas de cronometragem aquática incluem Colorado Time Systems, Swiss Timing (Omega), Daktronics e Seiko.

## História
Antes da década de 1950, os nadadores competitivos contavam com uma pistola de partida para iniciar suas corridas e cronômetros mecânicos para registrar seus tempos no final de uma prova. Uma limitação da cronometragem analógica era a incapacidade da tecnologia de registrar com segurança tempos com precisão abaixo de um décimo (0,1) de segundo. Em 1967, a empresa Omega desenvolveu o primeiro sistema de cronometragem eletrônico para natação que tentava coordenar o manual e automático. Este novo sistema colocou sensores de toque (conhecidas como Touchpads) em cada raia da piscina, calibradas de tal forma que o movimento acidental da água dos competidores ou a ação das ondas não acionavam seus sensores; ela só registraria o fim da prova com a pressão aplicada pelo competidor.

Galeria de Fotos
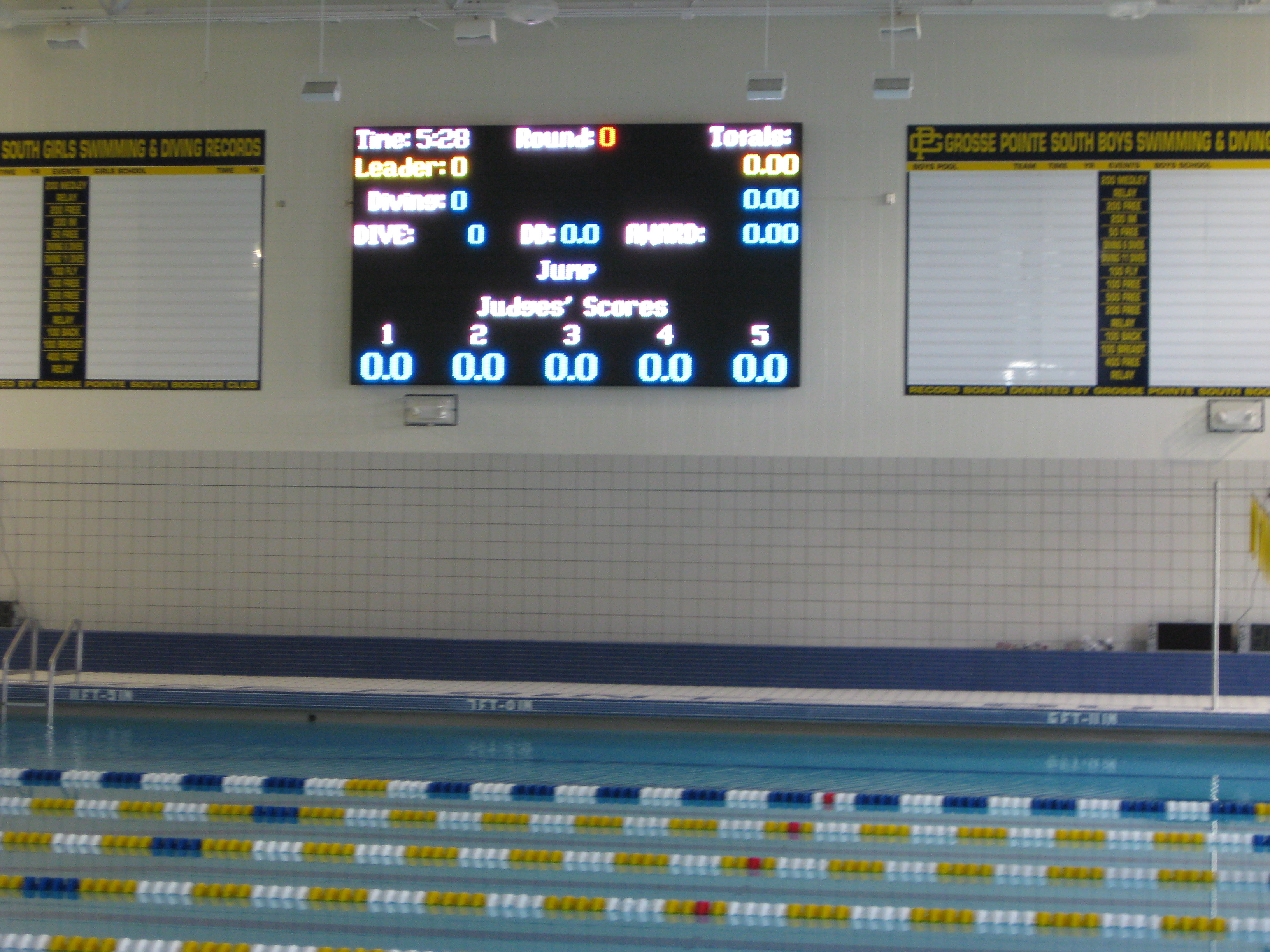
Template de Saltos ornamentais.

## Programas de Gerenciamento de Eventos
Os Programas de Gerenciamento de Eventos (em inglês: Meet Managers) tem como objetivo automatizar o processo de geração de resultados. Normalmente são vendidos para clubes ou federações e também podem ser conectados a sistemas de cronometragem para obter resultados automaticamente. Alguns desenvolvedores desses programas incluem Active Hy-Tek, Geologix, SwimTopia, NBC Sports e Bigmidia.